# 貝魯西亞

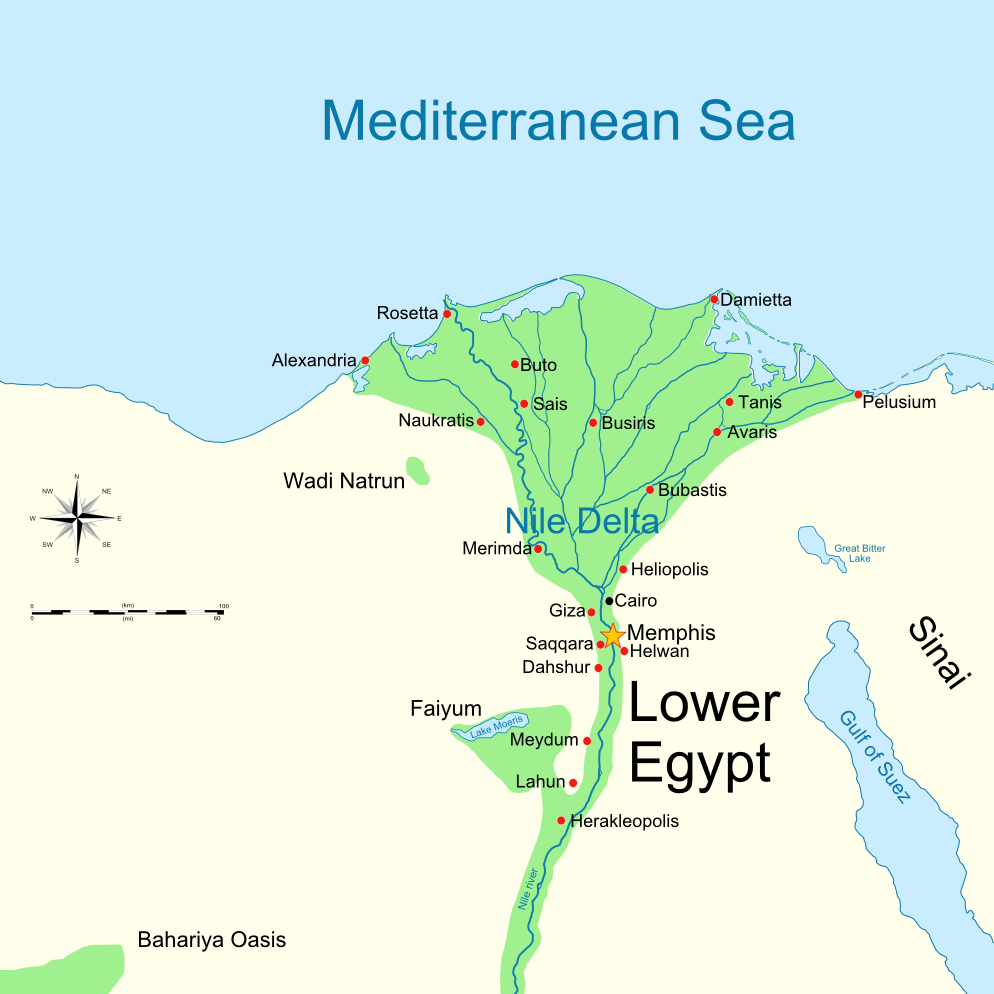
古代下埃及地圖，上面可以找到貝魯西亞

貝魯西亞（阿拉伯語：الفرما；科普特語：或），或譯佩鲁希昂、佩魯修姆，是曾經位於尼羅河三角洲最東端的一座城市，位於今塞得港東南30 km（19 mi）處。它曾是古埃及和羅馬的重要城市，主產亞麻，也曾是一個都主教教區。公元前525年，阿契美尼德王朝和埃及第二十六王朝之間在此爆發戰爭。前343年，波斯人和埃及人再度於此開戰。這兩次戰爭歷史上都稱為貝魯西亞戰役。1118年，鲍德温一世洗劫了这座古城。在随后的年月中，贝魯西亚迅速衰落，并逐渐被人遗忘。

## 名稱
在歷史上，它又被稱為Sena、Per-Amun、Paramoun、Pelousion、Sin、Seyân、Tell el-Farama。威廉·史密斯說它可能就是希伯來聖經以西结书中提到的“Sin”，希臘語轉寫為（πήλος；Peromi），意思可能是“泥塑之城”（city made of mud）。

## 外部連接
- 本条目有内容出自公有领域：Donne, William Bodham. . Smith, William  (编).  2. 伦敦: John Murray: 572–573. 1857.

- . archaeology.org.   [2020-03-21]. （原始内容存档于2012-07-16）.
- . . New York: Robert Appleton Company. 1913.
- GCatholic - Latin titular see with incumbent bio links （页面存档备份，存于）
- GCatholic - Melkite titular see with incumbent bio links （页面存档备份，存于）